# 宁南雪胆
宁南雪胆（学名：Hemsleya chinensis var. ningnanensis）为葫芦科雪胆属下的一个变种。

## 扩展阅读
- 維基物種上的相關：宁南雪胆